# Arthur Elphinstone, VI Lord Balmerino
Arthur Elphinstone, VI Lord Balmerino (1688 – 18 agosto 1746), fu un nobiluomo scozzese e un ufficiale nell'esercito giacobita.

## Biografia
Elphinstone era figlio di John Elphinstone, IV Lord Balmerino e III Lord Coupar, e della sua seconda moglie, Anne Ross. In seguito all'ascesa del casato di Hannover al trono del Regno di Gran Bretagna nel 1714 si dimise dal proprio incarico, per aderire alla causa giacobita nell'insurrezione del 1715. Fuggito dopo la battaglia di Sheriffmuir, si unì all'esercito francese. Nel 1733, suo padre ottenne un perdono dalla corona britannica, ed Elphinstone ritornò in Scozia. Nel 1744, si unì al principe Carlo. Succeduto nel frattempo al titolo di Lord Balmerino, fu preso prigioniero alla battaglia di Culloden. Fu processato davanti al Parlamento, insieme a William Boyd, IV conte di Kilmarnock e George Mackenzie, III conte di Cromartie. Giudicato colpevole, fu privato dei diritti civili e decapitato lo stesso giorno del conte di Kilmarnock.

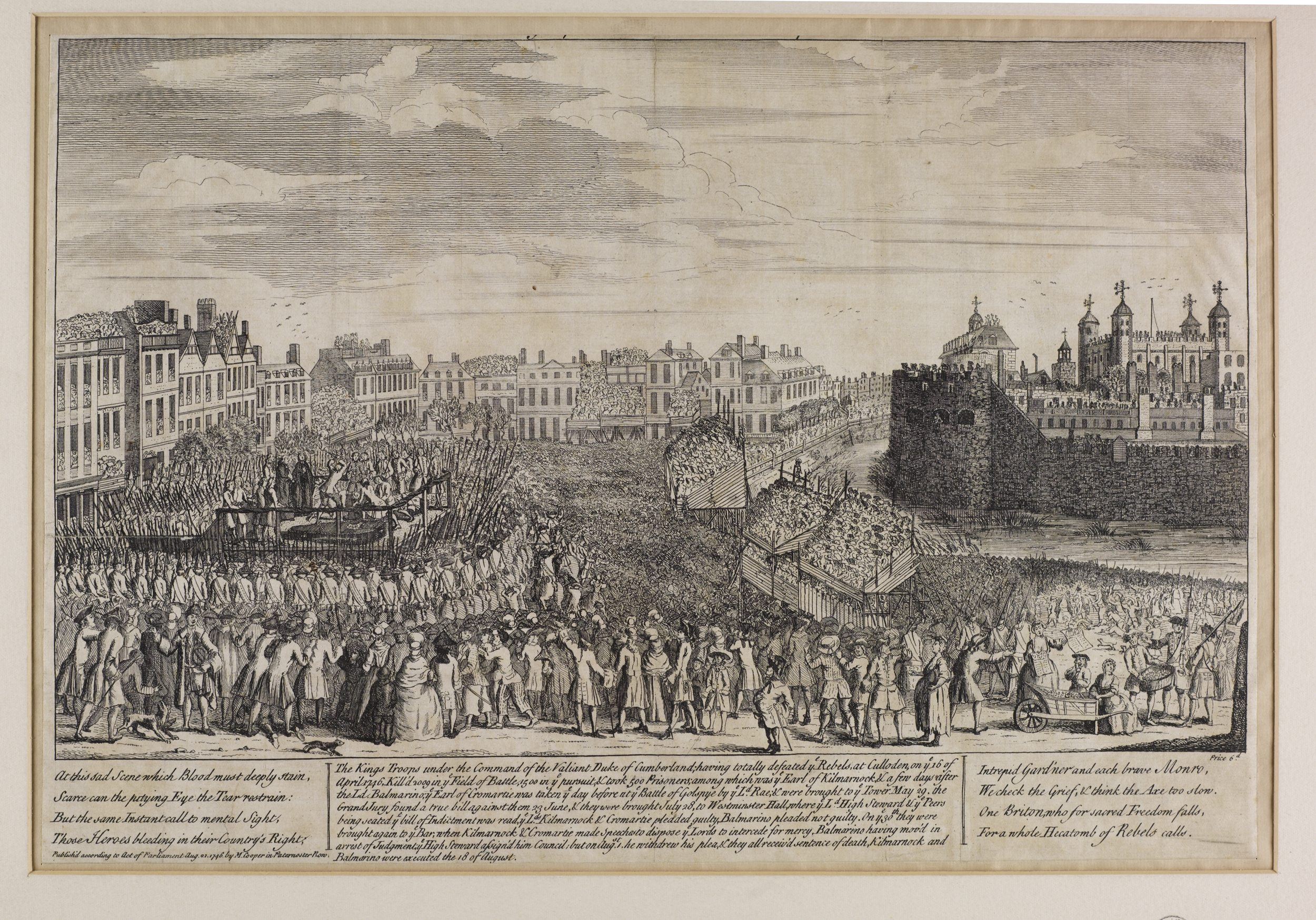
Esecuzione dei conti di Kilmarnock e Cromartie, e Lord Balmerino

Balmerino andò alla sua esecuzione leggendo un discorso: "Se avessi avuto mille vite, le avrei impiegate tutte nella stessa causa". Pare che per la sua esecuzione ci vollero tre colpi, nonostante il primo fosse stato sufficiente per togliergli la vita.